# Eslováquia nos Jogos Olímpicos de Inverno de 1994
A Eslováquia competiu nos Jogos Olímpicos de Inverno de 1994, realizados em Lillehammer, Noruega.